# Дзомагское ущелье
Дзомагское ущелье (осет. Дзомагъгом) — ущелье на севере частично признанного государства Южная Осетия, в Дзауском районе РЮО (или, по законам Грузии, в Джавском муниципалитете). Находится в исторической области Урстуалта, на границе с Северной Осетией. Название происходит от расположенного здесь селения Дзомаг (Фази Дзомаг).